# Jake Arrieta
Jacob Joseph „Jake“ Arrieta (* 6. März 1986 in Farmington, Missouri) ist ein ehemaliger US-amerikanischer Baseballspieler in der Major League Baseball (MLB). Er gewann mit den Chicago Cubs 2016 die World Series.

## Profikarriere
Arrieta wurde 2007 in der 5. Runde des MLB Drafts, von den Baltimore Orioles als Amateur verpflichtet. Er gab sein Debüt als Starter in der Major League Baseball am 10. Juni 2010 beim 4:3-Sieg gegen die New York Yankees, wobei er gleich seinen ersten Win verbuchen konnte. Arrieta spielte vier Jahre in Baltimore und kam zu dieser Zeit in 69 Spielen zum Einsatz, davon in 63 als Starter. Er verließ Baltimore mit einem ERA von 5,46 und einem Win–Loss-Verhältnis von 20:25 (44,4 %).
Am 2. Juli 2013 wurde Arrieta zusammen mit Pedro Strop an die Chicago Cubs getradet, im Gegenzug schlossen sich Steve Clevenger und Scott Feldman den Orioles an.
Arrietas Leistungsdaten verbesserten sich bei den Cubs stetig und deutlich. In der Saison 2014 erreichte er einen überdurchschnittlichen ERA von 2,53, im Folgejahr gar einen herausragenden von 1,77, was ihm schließlich auch den Cy Young Award der National League einbrachte. Zudem gelang ihm am 30. August 2015 sein erster No-Hitter im Spiel gegen die Los Angeles Dodgers. Zu Beginn der Saison 2016 konnte er diesen Erfolg wiederholen. Am 5. Juli 2016 wurde Arrieta für den Kader der National League für das MLB All-Star Game 2016 nominiert.
Nach der Saison 2017 wurde er ein Free Agent. Am 11. März 2018 unterzeichnete er bei den Philadelphia Phillies einen 3-Jahres-Vertrag über $ 75 Millionen.

## Gehalt
Sein Gehalt summiert sich von 2011 bis 2014 auf schätzungsweise 1.924.000 USD.

## Nationalmannschaft
Bei den Olympischen Sommerspielen 2008 in Peking, Volksrepublik China erspielte Arietta und seine Mannschaft für die Vereinigten Staaten die Bronzemedaille.